# Strahlenschutzverordnung (Deutschland)
Die Strahlenschutzverordnung (StrlSchV) ist eine Rechtsverordnung im Rahmen des deutschen Atom- und Strahlenschutzrechts. Wichtigste formell-gesetzliche Grundlage ist das Strahlenschutzgesetz (StrlSchG). Sachlich betrifft die Verordnung den Schutz vor ionisierenden Strahlen und damit den Umgang mit radioaktiven Stoffen und den Betrieb von Einrichtungen, die ionisierende Strahlen erzeugen, z. B. Röntgeneinrichtungen.

## Historie
Die StrlSchV stammt ursprünglich aus dem Jahr 1960 und wurde zuletzt am 29. November 2018 im Zuge einer umfassenden Modernisierung des deutschen Strahlenschutzrechts, die maßgeblich auf der Richtlinie 2013/59/Euratom beruht, neu gefasst. Dabei hat sie auch Regelungen der Röntgenverordnung, die zugleich aufgehoben wurde, übernommen. Die neue Strahlenschutzverordnung (StrlSchV) gilt seit dem 31. Dezember 2018 in Kombination mit dem Strahlenschutzgesetz (StrlSchG). Beide bauen auf der EURATOM-Richtlinie 2013/59 in der Fassung vom 17. Januar 2014 auf.
Die Verordnung macht eine Vielzahl der vom StrlSchG vorgegebenen Grundsätze vollzugsfähig. Das betrifft Strahlenschutzgrundsätze, Genehmigungs- und Anzeigetatbestände, Grenz- und Referenzwerte, Zuständigkeiten sowie Aufsichts- und Verwaltungsverfahren. Darüber hinaus regelt die Verordnung spezifische, konkretisierende materielle Aspekte.

## Inhalt
Die StrlSchV trifft Maßgaben zum Strahlenschutz bei
- geplanten Expositionssituationen (Teil 2),
- Notfallexpositionssituationen (Teil 3),
- bestehenden Expositionssituationen (Teil 4) sowie
- übergreifende Vorschriften (Teil 5) und Schlussbestimmungen (Teil 6)

In Anlagen 1–19 werden technische Details spezifiziert.
Zu geplanten Expositionssituationen enthält die StrlSchV Vorgaben zum beruflichen und medizinischen Strahlenschutz sowie zum Schutz der Bevölkerung und der Umwelt. Diese betreffen u. a.
- die betriebliche Organisation des Strahlenschutzes,
- Fachkunde und Kenntnisse,
- Vorschriften zum Schutz beruflich exponierter Personen,
- die physikalische Strahlenschutzkontrolle und Strahlenschutzbereiche,
- die ärztliche Überwachung beruflich exponierter Personen,
- Anforderungen an Röntgen- und Bestrahlungsräume,
- die Sicherheit von Strahlenquellen,
- Bauartzulassungen,
- Anforderungen bzgl. der Anwendung ionisierender Strahlen am Menschen,
- den Strahlenschutz in Schulen,
- die Begrenzung der Ableitung radioaktiver Stoffe,
- Anforderungen an die Freigabe radioaktiver Stoffe.

Bzgl. Notfallexpositionssituationen ergänzt die StrlSchV Regelungen des StrlSchG zum radiologischen Notfallmanagement insbesondere hinsichtlich des Strahlenschutzes von Einsatzkräften.
Zu bestehenden Expositionssituationen enthält die StrlSchV u. a.
- Regelungen zum Schutz vor Radon,
- konkretisierende Vorgaben zur Bewältigung radioaktiver Altlasten,
- Verfahrensregelungen und weitere Vorgaben zur Entsorgung radioaktiver Abfälle.

Übergreifend enthält die StrlSchV Bestimmungen insbesondere zu
- Dosis- und Messgrößen,
- Messstellen für die Ermittlung der beruflichen Strahlenexposition,
- Anforderungen an ermächtigte Ärzte,
- Sachverständigen.

In den Schlussbestimmungen werden Ordnungswidrigkeiten im Rahmen des Strahlenschutzes aufgezählt und die Übergangsvorschriften genannt.
Anlage 18 zu den Dosis- und Messgrößen enthält detaillierte Vorgaben zur Messung und der Berechnung von Strahlungsdosen sowie die zu verwendenden Gewebe- & Strahlungs-Wichtungsfaktoren und Qualitätsfaktoren.